# (7268) Chigorin
(7268) Chigorin – planetoida z grupy pasa głównego asteroid okrążająca Słońce w ciągu 3 lat i 149 dni w średniej odległości 2,26 j.a. Została odkryta 3 października 1972 roku przez Ludmiłę Żurawlową. Przed nadaniem nazwy planetoida nosiła oznaczenie tymczasowe (7268) 1972 TF.